# Anthony Mfa Mezui
Anthony Mfa Mezui (Beauvais, 7 marzo 1991) è un calciatore gabonese, portiere del Rodange 91 e della nazionale gabonese.

## Carriera

### Club
Il 4 luglio 2011 sigla il suo primo contratto professionistico con il Metz.

### Nazionale
Ha partecipato ai Giochi Olimpici del 2012 a Londra ed a tre edizioni della Coppa d'Africa (2015, 2017 e 2021).

## Palmarès

### Club

#### Competizioni nazionali
- Ligue 2: 1

Metz: 2013-2014